# Betsie Verwoerd
Elizabeth "Betsie" Verwoerd, (nhũ danh Schoombie; 17 tháng 5 năm 1901 - 29 tháng 2 năm 2000) là vợ / chồng của Thủ tướng Nam Phi từ ngày 2 tháng 9 năm 1958 cho đến khi ám sát chồng bà Hendrik Verwoerd vào ngày 6 tháng 9 năm 1966.
Betsie Verwoerd là người gốc Đan Mạch và sinh ngày 17 tháng 5 năm 1901 tại Middelburg ở Thuộc địa Cape.
Betsie Verwoerd gặp chồng mình khi cả hai cùng học trường đại học Stellenbosch vào đầu những năm 1920. Họ đã kết hôn tại Hamburg, Đức, nơi Hendrik đang học vào ngày 7 tháng 1 năm 1927. Hai người trở về Nam Phi vào năm 1928. Họ có bảy người con - năm con trai và hai con gái. Một trong những cô con gái của Betsie Verwoerd, Anna, kết hôn với Carel Boshoff, người sau đó thành lập khu định cư Afrikaner của Orania.
Chồng Betsie Verwoerd bị ám sát vào năm 1966. Sau đó, thỉnh thoảng Betsie Verwoerd thực hiện một số nhiệm vụ chính thức như mở đập Hendrik Verwoerd (sau đổi tên thành đập Gariep) vào năm 1972.
Năm 1992, Betsie Verwoerd chuyển đến Orania, khu định cư Afrikaner do con rể của cô thành lập. Bà đã được viếng thăm bởi Tổng thống dân chủ đầu tiên của Nam Phi, ông Nelson Mandela tại nhà riêng vào năm 1995.
Betsie Verwoerd qua đời tại nhà riêng vào ngày 29 tháng 2 năm 2000 ở tuổi 98. Nelson Mandela bày tỏ nỗi buồn trước cái chết của bà, nói rằng ông rất ấn tượng với "lòng hiếu khách thuần khiết của bà" khi ông đến thăm năm 1995.